# Kostel svatého Vavřince (Drnovice)
Kostel svatého Vavřince je římskokatolický chrám v obci Drnovice v okrese Vyškov. Kostel je chráněn jako kulturní památka České republiky. Jde o farní kostel farnosti Drnovice.
Kostel ze 17. století je postavený na základě původního kostela zničeného požárem z roku 1652.